# مسجد سيدي بو عبيد
مسجد سيدي بو عبيد هو مسجد يُطل على المنطقة الوسطى في ساحة السوق الكبير الواقعة في الجنوب الغربي من مدينة طنجة المَغربيَّة. بُنيَ في عام 1917م وهو مُزخرف بالقرميد متعدد الألوان.

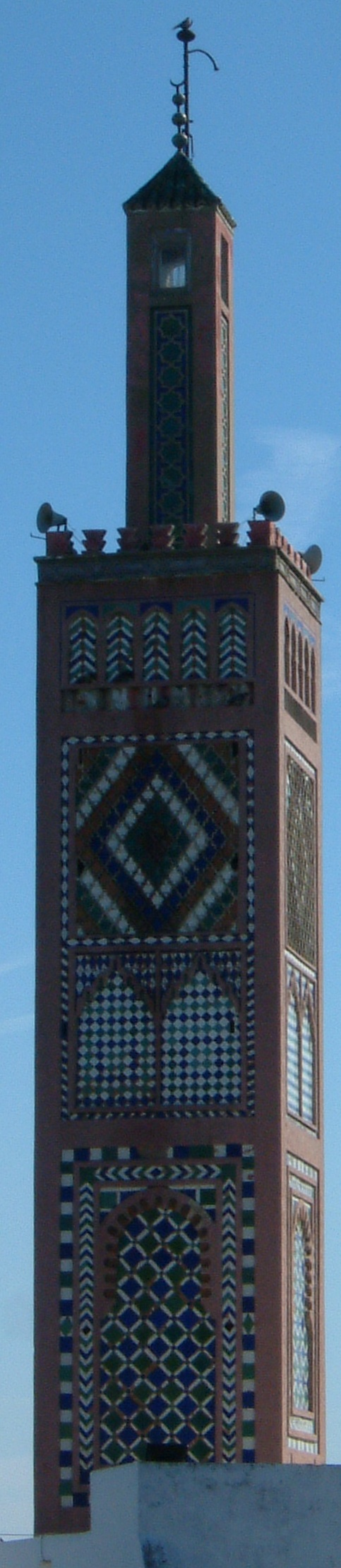
مئذنة المسجد